# دانيال دوارتي روميرو
دانيال دوارتي روميرو (بالإسبانية: Daniel Duarte Romero)‏ هو لاعب كرة قدم مكسيكي، ولد في 24 مايو 1985 في مدينة مكسيكو في المكسيك. لعب مع نادي سيلايا.